# Phelipanche androssovii
Phelipanche androssovii är en snyltrotsväxtart som först beskrevs av Ivan Vassiljevich Novopokrovsky, och fick sitt nu gällande namn av Sojak. Phelipanche androssovii ingår i släktet Phelipanche och familjen snyltrotsväxter. Inga underarter finns listade i Catalogue of Life.